# Benincasa di Cava
Benincasa (... – Cava de' Tirreni, 10 gennaio 1194) è ricordato come 8º abate della Badia di Cava ed è venerato come beato dalla Chiesa cattolica.

## Biografia
Benincasa, fu eletto abate il 30 gennaio 1171 a circa un mese e mezzo dalla morte del beato Marino. Il suo lungo abbaziato, durato 23 anni, coincise in massima parte con il governo del re Guglielmo II di Sicilia (detto il buono).
Benincasa, personalità amabile fu molto legato al re Guglielmo II. Nell'anno 1172 il re Guglielmo II si ammalò a Salerno e fu dal Benincasa caritatevolmente assistito e prodigiosamente guarito da una grave malattia. Nel 1176, il re Guglielmo II, riconoscente, volle offrire ai monaci cavensi il monastero di Monreale in Sicilia per aver eretto con incomparabile magnificenza. Benincasa fu ben lieto di mandare a Monreale un folto gruppo di monaci che fu guidato da Teobaldo. Ma l'abbazia di Monreale, anche se popolata da monaci cavensi, per volontà di papa Lucio III, non fece mai parte dell’ordo cavensis.
Nel 1181 Benincasa ottenne dal re Baldovino IV di Gerusalemme, con bolla dell'8 novembre, la concessione di approdo per le navi del monastero cavense nei porti del Levante con l'esenzione da ogni forma di gravame.
Il re Guglielmo II mostrò ancora la sua amicizia all'abate Benincasa quando, nel 1182, richiamò lo stratigoto di Salerno che molestava la Badia di Cava nel possesso del porto di Vietri.
Durante il governo dell'abate Benincasa, per fare penitenza, l'antipapa Innocenzo III fu rinchiuso nella badia di Cava.
Benincasa morì il 10 gennaio 1194.

## Culto
Il suo corpo fu sepolto nella grotta dei Santi Padri all'interno della basilica dell'abbazia di Cava nei pressi della tomba di San Pietro I. Successivamente nel 1675 le reliquie furono riesumate e composte in un'urna. Ora le sante reliquie, dal 1939 riposano sotto l'altare attualmente dedicato a San Mauro.
Il culto del beato Benincasa fu confermato il 16 maggio 1928, da papa Pio XI, unitamente a quello degli altri sette beati, abati dell'abbazia della SS. Trinità.
La sua memoria liturgica è riportata al 10 gennaio:
(Martirologio Romano)